# イクルシベ山
イクルシベ山は、北海道の川上郡弟子屈町にある標高727mの山である。

## 概要
釧路市と弟子屈町の境にある特宍牛（896.5m）から東に伸びる尾根上に位置する。一般的に山頂は727m峰とされているが、東には山頂よりも高い754.9m峰があり、ここには三等三角点「育留蘂山」が設置されている。約280万年前から約220万年前に活動したとされる成層火山と考えられており、イクルシベ山溶岩が分布する。
山名はイクルシベ山から尾札部川へ流れる川を指したアイヌ語の「ユック・ルベシベ（鹿・越す路）」が由来である。三角点名の「育留蘂山」は漢字表記にしたものである。

## 登山
育留蘂谷林道から登り始める。イクルシベ山から北に伸びる尾根には岩田主山があり、主なルートは岩田主山を登ってから尾根を辿ってイクルシベ山を目指すルートや、北北東を流れるポント川を遡上して山頂を目指す。登山道はないためイクルシベ山は笹藪を漕ぐ必要がある。ポント川上部はゴルジュ帯となっている。